# Glenea saperdiformis
Glenea saperdiformis é uma espécie de escaravelho da família Cerambycidae.